# Lissonota extrema
Lissonota extrema är en stekelart som beskrevs av Hedwig 1932. Lissonota extrema ingår i släktet Lissonota och familjen brokparasitsteklar. Inga underarter finns listade i Catalogue of Life.